# 25518 Paulcitrin
25518 Paulcitrin este un asteroid din centura principală de asteroizi.

## Descriere
25518 Paulcitrin este un asteroid din centura principală de asteroizi. A fost descoperit pe 7 decembrie 1999 la Socorro, New Mexico, în cadrul proiectului LINEAR. Asteroidul prezintă o orbită caracterizată de o semiaxă mare de 2,75 ua, o excentricitate de 0,03 și o înclinație de 6,3° în raport cu ecliptica.